# Dartford FC
Dartford FC är en engelsk fotbollsklubb baserad i Dartford i Kent. Klubben spelar i National League South, vilket är den sjätte nivån inom Englands ligasystem för fotboll. Hemmamatcherna spelar Dartford FC på Princes Park i Dartford. Arenan invigdes i november 2006.
Dartford FC bildades 1888 av medlemmar i Dartford Working Men's Club för att till en början spela vänskaps- och träningsmatcher. Säsongen 1895-96 provade man på spel i FA-cupen och from 1897 blev man medlem i Southern League Division Two. Klubben hoppade mellan olika ligor under perioden före första världskriget. 1913 genomförde Dartford en kortare turné i Norge som kulminerade i en 6-1-seger över vad som betecknades som en norsk landslagselva.
Under mellankrigsperioden vann Dartford Southern League två säsonger i följd, 1930-31 och 1931-32. Dessutom blev klubben den första klubben utanför Football League att nå FA-cupens tredje omgång två på varandra följande säsonger. Säsongen 1935-36 förlorade Dartford till ett stjärnspäckat Derby County FC som senare under säsongen skulle bli tvåa i Division One. Dartford ledde matchen på Baseball Ground med 2-0, men hemmalaget kunde vända till seger med 3-2. Säsongen därefter förlorade Dartford med 0-1 hemma mot Darlington FC. 
Under perioden efter andra världskriget dröjde det ända fram till säsongen 1973-74 innan klubben på nytt vann Southern League. Samtidigt gjorde man ett försök att bli invald i the Football League, vilket är klubbens senaste allvarliga försök att nå status som en klubb i Football League. Klubbens fjärde, och förmodligen sista som det engelska ligasystemet nu ser ut, seger i Southern League togs säsongen 1983-84. När Englands ligasystem för fotboll gjordes om 2004 spelade Dartford de första två säsongerna i Southern League varefter de av geografiska skäl flyttades till Isthmian League. 
Efter att under säsongen 2007-08 ha vunnit Isthmian League Division One North, nivå 8 i Englands ligasystem för fotboll, flyttades Dartford upp i Isthmian League Premier Division. Efter att ha nått en 8:e plats första säsongen (2008-09) blev man mästare under 2009-10. Uppflyttning följde till Conference South och även där var man lyckosam i andra försöket eftersom man säsongen 2011-12 slutade tvåa i tabellen, vann Playoff-finalen och därmed kunde ta steget upp till Conference Premier. Efter en fin 8:e placering första säsongen i Conference Premier blev Dartford bara 22:a säsongen 2013-14. På grund av att både Hereford United FC och Salisbury City FC blev tvångsnedflyttade på grund av uteblivna betalningar fick Dartford chansen att spela vidare i Conference Premier. Nästa år åkte man dock ned i National League South.

### Webbkällor
Den här artikeln är helt eller delvis baserad på material från engelskspråkiga Wikipedia, Dartford F.C., 8 juni 2014.